# José Antonio Díaz Valcárcel
José Antonio Díaz Valcárcel (Barcelona, 1932 – 1985) fou un capellà secularitzat, treballador del metall i sindicalista. Fou un destacat líder i intel·lectual obrer durant el franquisme.

## Biografia
Va néixer a Barcelona el 1932, era fill d'un jutge. Va cursar estudis de teologia al Seminari de Barcelona. Va fer una estada a França participant en el moviment Frères du Monde.

## Trajectòria durant elfranquisme
Va afiliar-se a la Joventut Obrera Catòlica JOC on restarà del 1959 al 1962, i on coincidí amb altres futurs líders obrers com Daniel Cando Cando, Manuel Murcia i Ros, etc. Més tard escriurà La crisis permanente de l'Acción Católica on feia dures crítiques als moviments d'apostolat seglar.
El 1966, va entrar a treballar en el sector del metall, com torner, a la factoria de Pegaso de Barcelona. Abans havia ingressat al Front Obrer de Catalunya FOC, Impulsà la Coordinadora del Metall de Barcelona de Comissions Obreres. El 1964 serà un dels fundadors de Comissions Obreres a Catalunya a l'assemblea de constitució a la parròquia de Sant Medir de Barcelona. Entre el 1966 i 1969 serà membre de la Coordinadora del Metall i de la Coordinadora Local de Comissions Obreres de Barcelona.
Defensor d'una major autonomia dels sindicats en relació als partits, a finals de 1968 se separà del FOC en el moment de la crisi i descomposició d'aquesta organització política i, juntament amb Manuel Murcia i Ros i Dídac Fàbregas i Guillén iniciaran la publicació de la revista ¿Qué hacer?, després en 1969, Revista Nuestra clase: Comisiones Obreras butlletí de las “Plataformes de Comisiones Obreras” (Plataformes Anticapitalistas), organització que s'enfrontà amb les tendències majoritàries de la CONC liderades per obrers afiliats al PSUC.
Paral·lelament Díaz Valcárcel juntament amb Manuel Murcia i Fàbregas participen la creació dels Círculos de Formación de Cuadros precedent de l'Organización de Izquierda Comunista. Poc després en trencar-se les “Plataformes de Comisiones Obreres”, entre 1970 i 1972 creà els Grups Obrers Autònoms (GOA) grup de tendència autonomista. Serà acomiadat de Feudor el 1970. El 1971 abandona l'activitat sindical. Aquest any serà admès a Editorial Bruguera on restarà fins a 1981.

## L'etapa democràtica
Durant la Transició democràtica es vincularà a la Confederació Nacional del Treball CNT en 1975 creant la secció sindical de l'editorial fins que el 1979 serà expulsat del sindicat. En aquesta etapa desenvolupa el seu rol com a publicista i difusor de nombrosos articles i llibres a l'entorn de la condició i de la lluita obreres. Casat amb Isabel Moga. Va morir a Barcelona el 7 d'agost de 1985.

## Obres
- La crisis permanente de Acción Católica. Barcelona: Nova Terra, 1966.
- (com “Julio Sanz Oller”). Cuadernos rojos y J. J., o nada nuevo bajo el sol. Cuadernos de Ruedo Ibérico, nº 39-40 (octubre 1972-enero 1973.
- (com "Julio Sanz Oller”). Entre el fraude y la esperanza: las Comisiones Obreras de Barcelona. Paris: Ruedo Ibérico, 1972.[9]
- (com “Julio Sanz Oller”). La larga marcha del movimiento obrero español hacia su autonomía. En: Horizonte Español 1972. Paris: Ruedo Ibérico. 1972.
- Luchas internas en Comisiones Obreras: Barcelona 1964-1970. Barcelona: Bruguera, 1977.
- Luttes ouvrières en Espagne a “Frères du Monde” número 60.
- La pasión revolucionaria de Rosa Luxemburgo